# 莱克林
莱克林，是西班牙安达卢西亚自治区格拉纳达省的一个市镇。总面积41平方公里，2001年普查人口總數為2279人，人口密度為每平方公里56人。